# Geoffrey Bayldon
Geoffrey Bayldon (Leeds, 7 januari 1924 – aldaar, 10 mei 2017) was een Brits acteur die vooral bekend is geworden als de 'magiër' Catweazle uit de gelijknamige serie, hoewel hij sinds 1952 in bijna 150 films en series te zien was.
Bayldon kreeg zijn opleiding aan de Old Vic Theatre School tussen 1947 en 1949. Zijn toneeldebuut maakte hij in 1949, in het stuk Tough at the Top, dat het laatste werk van C.B. Cochran bleek te zijn. Daarna speelde hij achtereenvolgens voor het Shakespeare Memorial Theatre, Stratford-upon-Avon, Glasgow Citzen's en het Birmingham Repertory Theatre. In 1952 maakte hij zijn West End-debuut in het stuk The Happy Time en verscheen in latere jaren aldaar in Worzel Gummidge, A Month of Sundays, Maria en Unfinishned Business. Buiten Engeland was hij onder meer te zien in Caesar and Cleopatra (Parijs, 1956), tijdens het Ravinia Shakespeare Festival in Chicago (1964) en in My Fair Lady (Houston, 1991). In 1998 werd hij genomineerd voor een Royal Midland Television Award, in de categorie Beste Acteur. Hij kreeg de nominatie dankzij zijn gastrol als Alby James in een aflevering van Peak Practice.
In meer recente tijden was Bayldon te zien in enkele afleveringen van Casualty, Heartbeat en Waking the Dead.

## Filmografie
- The Stranger Left No Card (1952) - Hotel-receptionist
- Sword of Freedom Televisieserie - De huisarts (Afl., The Ship, 1957)
- Sword of Freedom Televisieserie - Luigi (Afl., The Lion and the Mouse, 1957)
- Sword of Freedom Televisieserie - Muzio (Afl., A Choice of Weapons, 1957)
- O.S.S. Televisieserie - Luitenant afweergeschut (Afl., Operation Dagger, 1957)
- The Vise Televisieserie - Dokter (Afl., The Baby-Sitter, 1957)
- The Life of Henry V (Televisiefilm, 1957) - Pistol
- The Adventures of Robin Hood Televisieserie - Cal (Afl., The Angry Village, 1957)
- The Adventures of Robin Hood Televisieserie - Graaf de Severne (Afl., The Genius, 1958)
- Dracula (1958) - Bagagedrager
- A Night To Remember (1958) - Cyril Evans (Californian)
- The Two-Headed Spy (1958) - Dietz
- The Rough and the Smooth (1959) - Ransom
- Whirlpool (1959) - Wendel
- Libel (1959) - Tweede fotograaf
- An Age of Kings (Mini-serie, 1960) - Edmund/York/Worcester/Chief Justice
- Man from Interpol Televisieserie - Rol onbekend (Afl., The International Diamond Incident, 1960)
- Suspect (1960) - Rosson
- You Can't Win Televisieserie - Mr. Wishart (Afl., Epitaph on a Tin, 1961)
- Bomb in the High Street (1961) - Clay
- The Avengers Televisieserie - Professor Kilbride (Afl., The Deadly Air, 1961)
- The Webster Boy (1962) - Charlies Jamieson
- Disneyland Televisieserie - Rol onbekend (Afl., The Prince and the Pauper: The Pauper King, 1962)
- The Winter's Tale (1962) - Antigonus
- Suspense Televisieserie - Dr. Corbally (Afl., Doctor Corbally and Certain Death, 1962)
- The Amorous Prawn (1962) - Telefoon-operator (Niet op aftiteling)
- 55 Days at Peking (1963) - Smythe
- Z-Cars Televisieserie - Blake (Afl., Alarm Call, 1963)
- The Victorians (Mini-serie, 1963) - Verschillende rollen
- Drama 60-67 Televisieserie - Matthew Dowd (Afl., Drama '63: Loop, 1963)
- Becket (1964) - Broeder Philip
- Detective Televisieserie - Stephen Protheroe (Afl., End of Chapter, 1964)
- The Saint Televisieserie - Wilfred Garniman (Afl., The Scorpion, 1964)
- Ghost Squad Televisieserie - Hartmann (Afl., Rich Ruby Wine, 1964)
- The Massingham Affair Televisieserie - Mr. Lumley (6 afl., 1964)
- Where the Spies Are (1965) - Man die lezing geeft
- Danger Man Televisieserie - Dickinson (Afl., A Very Dangerous Game, 1965)
- King Rat (1965) - Squadron leider Vexley
- The Edgar Wallace Mystery Theatre Televisieserie - Laine (Afl., Dead Man's Chest, 1965)
- Play of the Month Televisieserie - Cajetan (Afl., Luther, 1965)
- Life at the Top (1965) - Industrieel psycholoog
- Sky West and Crooked (1966) - Rev. Phillip Moss
- Theatre 625 Televisieserie - Rol onbekend (Afl., The Family Reunion, 1966)
- Two a Penny (1967) - Alec Fitch
- The Saint Televisieserie - Marcel Legrand (Afl., The Art Collectors, 1967)
- Theatre 625 Televisieserie - Rol onbekend (Afl., Incantation of Casanova, 1967)
- The Avengers Televisieserie - Clapham (Afl., Escape in Time, 1967)
- Casino Royale (1967) - Q
- Theatre 625 Televisieserie - Gordon Shiplake (Afl., Kittens Are Brave, 1967)
- To Sir, with Love (1967) - Weston
- Theatre 625 Televisieserie - Palmer (Afl., To See How Far It Is, 1968)
- Inspector Clouseau (1968) - Gutch
- A Dandy in Aspic (1968) - Rol onbekend
- Assignment K (1968) - De wetenschapper
- The Wednesday Play Televisieserie - Mr. Mileson (Afl., A Night with Mrs. Da Tanka, 1968)
- The First Lady Televisieserie - Albert Craig (Afl., King of Furness, 1968)
- Detective Televisieserie - Kingston (Afl., The Case of the Late Pig, 1968)
- Otley (1968) - Insp. Hewett
- Play of the Month Televisieserie - Aartsbisschop van Reims (Afl., St. Joan, 1968)
- Z-Cars Televisieserie - Mr. Smayles (Afl., Breakdown: Part 1 & 2, 1968)
- The Wednesday Play Televisieserie - Henry Ramsden (Afl., A Child and a Half, 1969)
- Frankenstein Must Be Destroyed (1969) - Politie-dokter
- Journey to the Unknown (Televisiefilm, 1969) - Mr. Plimmer (Episode 'The Last Visitor')
- Boy Meets Girl Televisieserie - Henry Matthews (Afl., Portrait of Jenny, 1969)
- Special Branch Televisieserie - Alex Rushmer (Afl., The Promised Land, 1969)
- The Bushbaby (1969) - Tilison
- Canterbury Tales Televisieserie - Rol onbekend (7 afl., 1969)
- Codename Televisieserie - Blair (Afl., Opening Gambit, 1970)
- Danton (Televisiefilm, 1970) - Couthon
- Scrooge (1970) - Pringle, Eigenaar Speelgoedwinkel
- The Raging Moon (1971) - Mr. Latbury
- Say Hello to Yesterday (1971) - Makelaar
- The House That Dripped Blood (1971) - Theo von Hartmann (Segment 'The Clock')
- Catweazle Televisieserie - Catweazle (26 afl., 1970-1971)
- Play of the Month Televisieserie - Sergei Voinitsev, Anna's stiefzoon (Afl., Platonov, 1971)
- The Magnificent Seven Deadly Sins (1971) - Vernon (Segment 'Envy')
- Napoleon and Love (Mini-serie, 1972) - Prins van Mecklenburg
- Tales from the Crypt (1972) - Gids
- Asylum (1972) - Max Reynolds
- Van der Valk Televisieserie - Joseph Kettner (Afl., Blue Notes, 1972)
- Au Pair Girls (1972) - Mr. Howard
- The Adventures of Black Beauty Televisieserie - Professor Miles (Afl., The Viking Helmet: Part 1 & 2, 1972)
- Gawain and the Green Knight (1973) - Wiseman
- The Pathfinders Televisieserie - Dr. Pers Anderson (Afl., Unusual Ally, 1973)
- Special Branch Televisieserie - Sumner (Afl., All the King's Men, 1973)
- Steptoe and Son Ride Again (1973) - Dominee
- Armchair Theatre Televisieserie - Oom (Afl., That Sinking Feeling, 1973)
- Great Mysteries Televisieserie - Magistraat (Afl., The Ingenious Reporter, 1973)
- Alice Through the Looking Glass (Televisiefilm, 1974) - Witte Ridder
- Comedy Playhouse Televisieserie - Franklyn Sims (Afl., Franklyn and Johnnie, 1974)
- Play of the Month Televisieserie - Dyadin (Afl., The Wood Demon, 1974)
- Mother India (Televisiefilm, 1975) - Rol onbekend
- Crown Court Televisieserie - Rol onbekend (Afl., The Murder Monitor, 1975)
- Edward the King (Mini-serie, 1975) - Sir Henry Campbell-Bannerman
- Under Western Eyes (Televisiefilm, 1975) - Peters
- Abide with Me (Televisiefilm, 1976) - Rol onbekend
- The Tomorrow People Televisieserie - Tirayaan (Afl., Into the Unknown: Part 1 t/m 4, 1976, part 1 alleen stem)
- The Slipper and the Rose (1976) - Aartsbisschop
- Space: 1999 Televisieserie - Nummer 8 (Afl., One Moment of Humanity, 1976)
- BBC2 Playhouse Televisieserie - Mr. Smythe (Afl., The Mind Beyond: The Man with the Power, 1976)
- The Pink Panther Strikes Again (1976) - Dr. Claude Duval
- Charleston (1977) - Rol onbekend
- Just William Televisieserie - Grote Man (Afl., William's Lucky Day, 1977)
- The Duchess of Duke Street Televisieserie - Collinghurst (Afl., Shadows, 1977)
- Devenish Televisieserie - Neville Liversedge (Afl. onbekend, 1977-1978)
- Sky Hunter Televisieserie - Mr. Charles Trim (1978)
- The Famous Five Televisieserie - Mr. Gringle (Afl., Five Go to Billycock Hill, 1978)
- All Creatures Great and Small Televisieserie - Roland Partridge (Afl., Pride of Possession, 1978)
- Porridge (1979) - Gouverneur
- Doctor Who Televisieserie - Organon (Afl., The Creature from the Pit: Part 1, 1979)
- The Monster Club (1980) - Psychiater
- Worzel Gummidge: A Cup o' Tea an' a Slice o' Cake (1980) - De Kraaienman
- Cribb Televisieserie - Oom Ezra Winter (Afl., Something Old, Something New, 1980)
- Sherlock Holmes and Doctor Watson Televisieserie - Hadlock (Afl., The Case of the Deadly Tower, 1980)
- Tales of the Unexpected Televisieserie - Dr. Applegate (Afl., Fat Chance, 1980)
- Worzel Gummidge Televisieserie - De Kraaienman (Afl., Dolly Clothes-Peg, 1980)
- Lady Killers Televisieserie - Dr. French (Afl., My Perfect Husband, 1981)
- Juliet Bravo Televisieserie - Jack Lord (Afl., Journeys, 1981)
- Bergerac Televisieserie - Henry Bernard (Afl., Relative Values, 1981)
- Tales of the Unexpected Televisieserie - Sid (Afl., Down Among the Sheltering Palms, 1983)
- Hallelujah! Televisieserie - Mr. Sedgewick (Afl., Counselling, 1983|Luncheon Club, 1983)
- Bullshot (1983) - Col. Hinchcliff
- All Creatures Great and Small: 1983 Christmas Special (Televisiefilm, 1983) - Mr. Mason
- Hallelujah! Televisieserie - Jacob Marley (Afl., A Goose for Mrs. Scratchit, 1984)
- Blott on the Landscape (Mini-serie, 1985) - Ganglion
- Hold the Back Page (Mini-serie, 1985) - Rol onbekend
- In Loving Memory Televisieserie - Ballonnenman (Afl., Up in the World, 1986)
- All Passion Spent (Televisiefilm, 1986) - William
- Cause célèbre (Televisiefilm, 1987) - Rechter Humphreys
- Rumpole of the Bailey Televisieserie - Brinsley Lampitt (Afl., Rumpole and the Judge's Elbow, 1987)
- Star Cops Televisieserie - Ernest Wolfhartt (Afl., Other People's Secret, 1987)
- The Return of Sherlock Holmes Televisieserie - Sidney Johnson (Afl., The Bruce-Partington Plans, 1988)
- The Storyteller Televisieserie - Koning (Afl., Sapsorrow, 1988)
- Madame Sousatzka (1988) - Mr. Cordle
- The Tenth Man (Televisiefilm, 1988) - Oudere receptionist
- Dramarama Televisieserie - Visser (Afl., The Pisces Connection, 1989)
- All Creatures Great and Small Televisieserie - Geoff Hatfield (Afl., Where Sheep May Safely Graze, 1989)
- Prince Caspian and the Voyage of the Dawn Treader (Televisiefilm, 1989) - Ramandu
- Campion Televisieserie - Rev. Swithin Cush (Afl., Mystery Mile: Part 1, 1990)
- TECX Televisieserie - Rol onbekend (Afl., Deep Water, 1990)
- Van der Valk Televisieserie - Nicolas Meijers (Afl., The Little Rascals, 1991)
- l'Amore necessario (1991) - Bernardo
- Casualty Televisieserie - Duncan Frain (Afl., Facing Up, 1991)
- Soldier Soldier Televisieserie - Jack Knight (Afl., Further Education, 1994)
- Never Mind (Televisiefilm, 1994) - Ron
- Asterix in Amerika (1994) - Getafix (Stem)
- Tom & Viv (1994) - Harwent
- Magic Grandad Televisieserie - Grootvader (1995)
- Last of the Summer Wine Televisieserie - Mr. Broadbent (Afl., Adopted by a Stray, 1995)
- The New Adventures of Robin Hood Televisieserie - Gilbert Rawle (Afl., Wild Oats, 1995)
- Pie in the Sky Televisieserie - Seymour Flint (Afl., Black Pudding, 1995)
- The Biz Televisieserie - Markov (1995)
- Faith in the Future Televisieserie - Mr. Quigley (Afl., Art Lovers, 1996)
- Cuts (Televisiefilm, 1996) - Prof. Finiston
- Casualty Televisieserie - Alby James (Afl., Déjà Vu, 1997)
- The New Adventures of Robin Hood Televisieserie - Merlijn (Afl., The Legend of Olwyn, 1997)
- Casualty Televisieserie - James Ellington (Afl., A Taste of Freedom, 1997)
- Wycliffe Televisieserie - Rechter (Afl., Old Times, New Crimes, 1997)
- Heat of the Sun (Mini-serie, 1998) - Pole Goodwin
- Heartbeat Televisieserie - Follett (Afl., Spellbound, 1998)
- Peak Practice Televisieserie - Alby James (Afl., Once in a Lifetime, 1998|A Change of View, 1998)
- Where the Heart Is Televisieserie - Edward Smith (Afl., Love, 1998)
- Midsomer Murders Televisieserie - Arthur Prewitt (Afl., Blue Herrings, 2000)
- Where the Heart Is Televisieserie - Wally Vernon (Afl., Relative Strangers, 2002)
- Fort Boyard Televisieserie - De professor (Afl. onbekend, 1998-2002)
- Looking for Victoria (Televisiefilm, 2003) - Sir Henry Ponsonby, privésecretaris van koningin Victoria
- Ladies in Lavender (2004) - Mr. Penhaligan
- Waking the Dead Televisieserie - Edward Atkinson (Afl., In Sight of the Lord, 2004)
- Casualty Televisieserie - Ralph Michaels (Afl., Inside Out, 2004)
- Heartbeat Televisieserie - Gilbert Percy (Afl., Money, Money, Money, 2004)
- Casualty Televisieserie - Wilf Simpson (Afl., Needle, 2006)
- New Tricks Televisieserie - Leonard Casey (Afl., God's Waiting Room, 2007)

- Bibliothèque nationale de France: cb14153845t (data)
- Gemeinsame Normdatei: 142893927
- International Standard Name Identifier: 0000 0001 0718 0639
- Library of Congress Control Number: n87860214
- MusicBrainz: 0e957417-bc6d-48ca-b96c-5360d3dffd3a
- Nationale Bibliotheek van Israël: 987007421729805171
- Nederlandse Thesaurus van Auteursnamen: 142531510
- Virtual International Authority File: 17431496
- WorldCat: E39PBJtGXY7MKQmYdmbkBVBwYP